# Johannes Möhrle
Johannes Möhrle (* 22. Februar 1931 in Frankfurt am Main; † vor 15. April 2017 in Bad Homburg) war ein deutscher Architekt, Baubeamter und Hochschullehrer.

## Leben
Die Familie wurde 1944 durch die Luftangriffe auf Frankfurt am Main obdachlos und fand in Bad Homburg Unterkunft. Nach dem Abitur am Kaiserin-Friedrich-Gymnasium studierte Möhrle an der Technischen Hochschule Darmstadt bei Theo Pabst.
1957 begann er ein Referendariat bei der Oberpostdirektion Frankfurt; bereits 1959 bestand er das 2. Staatsexamen zum Bauassessor mit der Note „sehr gut“. Nach kurzer Selbständigkeit setzte er ab 1961 seine Laufbahn in der Bauverwaltung der Deutschen Bundespost fort, wo er im Ministerium für Post- und Fernmeldewesen bis zum Ministerialrat aufstieg.
Möhrle legte besonderen Wert auf die Illustration seiner Bauvorhaben anhand von künstlerischen Freihandzeichnungen und Aquarellen, insbesondere auf Grundlage von Perspektiven mit exakt konstruierter Zentralprojektion. Seit den 1960er Jahren lehrte er als Lehrbeauftragter bzw. Honorarprofessor an der Technischen Hochschule Darmstadt Architekturzeichnung.
Bekannte Werke Möhrles sind der Frankfurter Fernmeldeturm sowie das 2007 unter Denkmalschutz gestellte Hauptpostamt Marburg in der Formensprache des Brutalismus.

## Bauten und Entwürfe

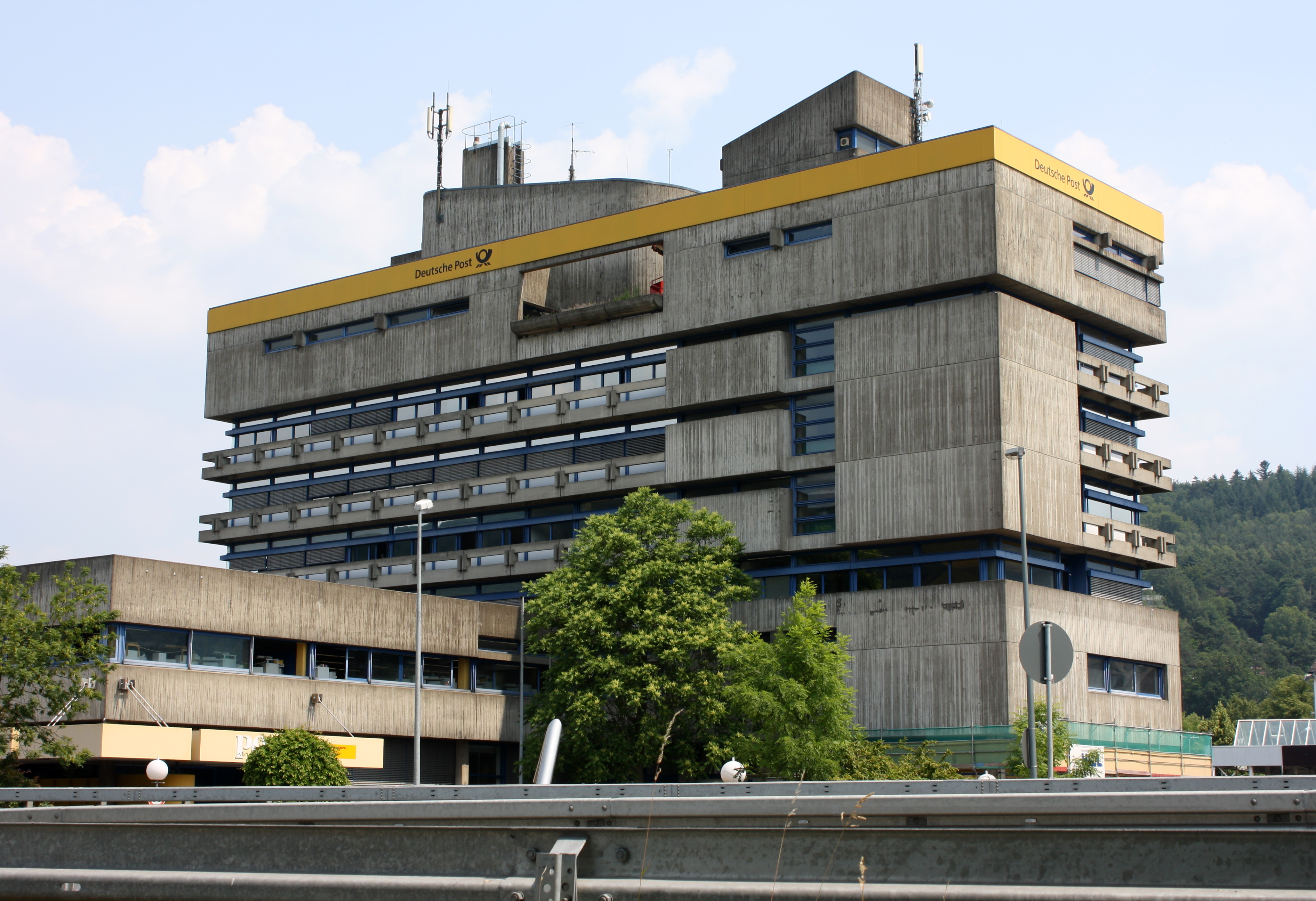
Hauptpostamt Marburg

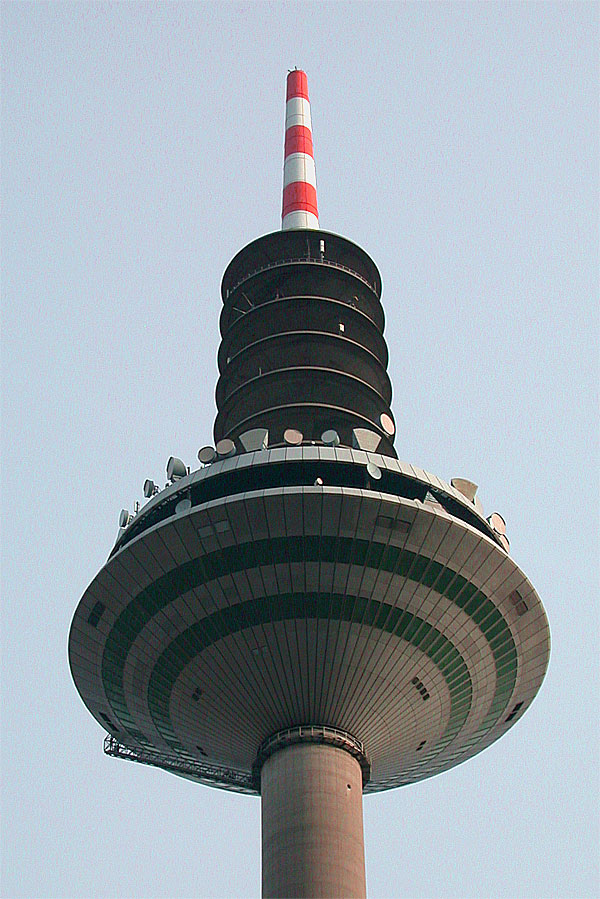
Fernmeldeturm (Detail)

- 1963: eigenes Haus in Bad Homburg, Leopoldsweg
- 1966: Postamt in Mücke-Merlau
- 1972: Postamt in Wetzlar
- 1976: Hauptpostamt in Marburg, Zimmermannstraße 2
- 1979: Fernmeldeturm in Frankfurt am Main
- 1993: Managementzentrum in Buch am Ammersee
- 1999: Postbank Finanzcenter in Bonn, Münsterplatz 17

## Schriften
- (als Herausgeber): Postbauten. Krämer Verlag, Stuttgart 1989, ISBN 3-7828-4003-8.
- Architektur. Perspektiven. Krämer Verlag, Stuttgart 1992, ISBN 3-7828-4003-8.